# سعید مصطفی (بازیکن فوتبال، زاده ۱۹۹۴)
سعید مصطفی (انگلیسی: Saheed Mustapha؛ زادهٔ ۱۳ ژوئیهٔ ۱۹۹۴) بازیکن فوتبال اهل آلمان است.
از باشگاه‌هایی که در آن بازی کرده‌است می‌توان به باشگاه فوتبال قوت-وایس ارفورت اشاره کرد.